# Współczynnik skośności
Współczynnik skośności (współczynnik asymetrii, skośność) to miara asymetrii rozkładu wartości cechy statystycznej wyznaczana najczęściej jako iloraz trzeciego momentu centralnego przez trzecią potęgę odchylenia standardowego:
{\displaystyle A={\frac {\mu _{3}}{\sigma ^{3}}}}
gdzie {\displaystyle \mu _{3}} to wartość trzeciego momentu centralnego, zaś {\displaystyle \sigma } to wartość odchylenia standardowego.
Współczynnik skośności przyjmuje wartość zero dla rozkładu symetrycznego, wartości ujemne dla rozkładów o lewostronnej asymetrii (wydłużone lewe ramię rozkładu) i wartości dodatnie dla rozkładów o prawostronnej asymetrii (wydłużone prawe ramię rozkładu).

## Inne współczynniki skośności
Współczynnikiem asymetrii nazywa się również miary wyznaczone według poniższych wzorów:
{\displaystyle {\begin{aligned}&A_{d}={\frac {\mu -d}{\sigma }}\\&A_{m}=3{\frac {\mu -m}{\sigma }}\\&A_{Q}={\frac {Q_{1}+Q_{3}-2m}{2Q}}={\frac {Q_{1}+Q_{3}-2m}{Q_{3}-Q_{1}}}\end{aligned}}}
gdzie:
{\displaystyle \mu } – średnia arytmetyczna,
{\displaystyle m} – mediana,
{\displaystyle d} – dominanta (moda),
{\displaystyle \sigma } – odchylenie standardowe,
{\displaystyle Q_{1},\;Q_{3}} – pierwszy i trzeci kwartyl,
{\displaystyle Q} – odchylenie ćwiartkowe.
Może się zdarzyć, że dla tego samego rozkładu powyższe współczynniki będą miały różne znaki.

## Interpretacja
Jeśli funkcja gęstości prawdopodobieństwa (dla rozkładów ciągłych) lub funkcja masy prawdopodobieństwa (dla rozkładów dyskretnych) po prawej stronie swojego maksimum (mody) maleje wolniej niż po lewej stronie (rozkład ma „prawy ogon dłuższy”), to rozkład nazywamy prawostronnie skośnym, dodatnio skośnym, prawostronnie asymetrycznym lub o prawostronnej asymetrii. Rozkład taki zwykle ma wartość oczekiwaną (średnią) większą od mediany. Analogicznie definiuje się rozkład lewostronnie skośny.